# Marin Bobaljević
Marin Bobaljević (Dubrovnik, 1556. — Pesaro, 25. studenoga 1605.) je bio hrvatski književni mecena i hrvatski pjesnik. Potomak plemićke obitelji Bobaljević, otac Andrija.
Bio je poznat po silovitoj ćudi i sudjelovanju u ubojstvima, među ostalim i kad je ubio pravnika i diplomata Frana Franova Gundulića. Zbog tih je zločina u dva navrata bježao iz Dubrovnika odnosno dubrovačka ga je Vlada dvaput osudila na izgnanstvo.
Njegovo bogatstvo omogućilo mu je biti mecenom književnicima, koji su mu u zahvalu pisali posvete i prikazivali ga kao čestita čovjeka. Pomogao je među ostalim i braću rođaka Saba Bobaljevića kojemu su djela objavljena posmrtno. Mavra Orbina potaknuo je napisati djelo Il Regno degli Slavi  čije tiskanje mu je djelomično financirao, Jakova Lukarevića i dr.
Prema svjedočenjima Serafina Marije Crijevića i sam je pisao na hrvatskom i talijanskom jeziku, no do danas njegova djela nisu sačuvana izuzev jedne pjesme u Nalješkovićevom djelu Dialogo sopra la sfera del mondo .